# Copa de España de fútbol sala
La Copa de España de fútbol sala es una competición organizada por el Comité Profesionalizado de Fútbol Sala de la RFEF y se disputa desde el año 1990, coincidiendo con el inicio de la División de Honor. Hasta la edición de 2019 fue organizada por la Liga Nacional de Fútbol Sala.

## Formato
Desde su primera edición hasta el presente, la Copa de España es disputada por los ocho primeros equipos clasificados al terminar la primera vuelta de la liga. Si la ciudad organizadora tiene un equipo en la División de Honor, este está clasificado automáticamente para disputar la Copa junto a los siete mejores clasificados. Los equipos se enfrentan en eliminatorias a partido único. 
En la edición de 2007 se amplió el número de participantes a los 16 de la máxima categoría nacional. Los equipos se repartieron en 4 grupos de 4, basándose en la clasificación al término de la primera vuelta para elegir los cabezas de serie. De cada grupo se clasificaron dos equipos para cuartos de final, excepto donde hubo un equipo de la ciudad anfitriona, que paso automáticamente a cuartos junto al mejor clasificado de su grupo. Esta variante solo fue vigente para la competición de ese año.

## Historial
| Ed.  | Temporada | Campeón                  | Resultado | Subcampeón               | Sede              |
| ---- | --------- | ------------------------ | --------- | ------------------------ | ----------------- |
| 1.ª  | 1990      | Interviú Lloyd's         | 6-4       | Keralite Macer           | Lanzarote         |
| 2.ª  | 1991      | Caja Toledo              | 6-5       | Marsanz Torrejón         | Zaragoza          |
| 3.ª  | 1992      | Marsanz Torrejón         | 4-4 (3-2) | Sego Zaragoza            | Cáceres           |
| 4.ª  | 1993      | Sego Zaragoza            | 6-4       | Caja Toledo              | Zaragoza          |
| 5.ª  | 1994      | Marsanz Torrejón         | 2-1       | ElPozo Murcia            | Castellón         |
| 6.ª  | 1995      | ElPozo Murcia            | 6-3       | CLM Talavera             | Murcia            |
| 7.ª  | 1996      | Interviú Boomerang       | 1-1 (3-2) | Playas de Castellón      | Castellón         |
| 8.ª  | 1997      | Maspalomas Sol de Europa | 2-1       | Boomerang Interviú       | Murcia            |
| 9.ª  | 1998      | Caja Segovia             | 1-0       | CLM Talavera             | Segovia           |
| 10.ª | 1999      | Caja Segovia             | 3-2       | Boomerang Interviú       | Roquetas de Mar   |
| 11.ª | 2000      | Caja Segovia             | 2-1       | CLM Talavera             | Torrejón de Ardoz |
| 12.ª | 2001      | Antena3 Boomerang        | 5-3       | Playas de Castellón      | Murcia            |
| 13.ª | 2002      | Valencia Vijusa          | 6-5       | ElPozo Murcia            | Valencia          |
| 14.ª | 2003      | ElPozo Murcia Turística  | 5-1       | Boomerang Interviú       | Córdoba           |
| 15.ª | 2004      | Boomerang Interviú       | 3-1       | Playas de Castellón      | Santiago          |
| 16.ª | 2005      | Boomerang Interviú       | 4-3       | Azkar Lugo               | Pamplona          |
| 17.ª | 2006      | Lobelle de Santiago      | 2-2 (5-4) | Boomerang Interviú       | Zaragoza          |
| 18.ª | 2007      | Boomerang Interviú       | 8-4       | ElPozo Murcia Turística  | Lugo              |
| 19.ª | 2008      | ElPozo Murcia Turística  | 2-1       | Móstoles 2008            | Cuenca            |
| 20.ª | 2009      | Inter Movistar           | 5-3       | ElPozo Murcia Turística  | Granada           |
| 21.ª | 2010      | ElPozo Murcia Turística  | 3-2       | Xacobeo Lobelle Santiago | Santiago          |
| 22.ª | 2011      | FC Barcelona Alusport    | 3-2       | ElPozo Murcia            | Segovia           |
| 23.ª | 2012      | FC Barcelona Alusport    | 5-3       | Lobelle de Santiago      | Logroño           |
| 24.ª | 2013      | FC Barcelona Alusport    | 4-2       | ElPozo Murcia            | Alcalá de Henares |
| 25.ª | 2014      | Inter Movistar           | 4-3       | ElPozo Murcia            | Logroño           |
| 26.ª | 2015      | Jaén Paraíso Interior    | 6-4       | FC Barcelona Alusport    | Ciudad Real       |
| 27.ª | 2016      | Movistar Inter           | 2-1       | ElPozo Murcia            | Guadalajara       |
| 28.ª | 2017      | Movistar Inter           | 4-4 (9-8) | ElPozo Murcia            | Ciudad Real       |
| 29.ª | 2018      | Jaén Paraíso Interior    | 4-3       | Movistar Inter           | Madrid            |
| 30.ª | 2019      | FC Barcelona             | 2-1       | ElPozo Murcia            | Valencia          |
| 31.ª | 2020      | FC Barcelona             | 4-3       | Viña Albali Valdepeñas   | Málaga            |
| 32.ª | 2021      | Movistar Inter           | 6-1       | FC Barcelona             | Madrid            |
| 33.ª | 2022      | FC Barcelona             | 3-3 (7-6) | ElPozo Murcia            | Jaén              |
| 34.ª | 2023      | Jaén Paraíso Interior    | 3-1       | Movistar Inter           | Granada           |
| 35.ª | 2024      | FC Barcelona             | 3-3 (4-2) | ElPozo Murcia            | Cartagena         |
| 36.ª | 2025      | Servigroup Peñíscola     | 4-3       | Illes Balears Palma      | Murcia            |

## Palmarés
| Equipos                | Campeón | Subcampeón | Títulos (por año)                                                 |
| ---------------------- | ------- | ---------- | ----------------------------------------------------------------- |
| Movistar Inter         | 11      | 6          | 1990, 1996, 2001, 2004, 2005, 2007, 2009, 2014, 2016, 2017 y 2021 |
| FC Barcelona           | 7       | 2          | 2011, 2012, 2013, 2019, 2020, 2022 y 2024                         |
| ElPozo Murcia          | 4       | 12         | 1995, 2003, 2008 y 2010                                           |
| Caja Segovia           | 3       | -          | 1998, 1999 y 2000                                                 |
| Jaén Paraíso Interior  | 3       | -          | 2015, 2018 y 2023                                                 |
| Marsanz Torrejón       | 2       | 1          | 1992 y 1994                                                       |
| CLM Talavera           | 1       | 4          | 1991                                                              |
| Lobelle de Santiago    | 1       | 2          | 2006                                                              |
| Sego Zaragoza          | 1       | 1          | 1993                                                              |
| Maspalomas Sol Europa  | 1       | -          | 1997                                                              |
| Valencia Vijusa        | 1       | -          | 2002                                                              |
| Servigroup Peñíscola   | 1       | -          | 2025                                                              |
| Playas de Castellón    | -       | 4          |                                                                   |
| Prone Lugo             | -       | 1          |                                                                   |
| Móstoles 2008          | -       | 1          |                                                                   |
| Viña Albali Valdepeñas | -       | 1          |                                                                   |
| Illes Balears Palma    | -       | 1          |                                                                   |